# Acanthocardia spinosa
Acanthocardia aculeata es una especie de almeja de agua salada, molusco bivalvo marino, perteneciente a la familia Cardiidae.

## Descripción
La concha de Acanthocardia spinosa puede alcanzar un tamaño de 60–95 mm. Esta es robusta, redonda con un perfil acorazonado, con dos valvas iguales y abultadas. La superficie muestra costillas radiales gruesas y poco espaciadas, con filas de ganchos espinosos pronunciados. La coloración externa básica suele ser marrón pálido con el interior es blanco.

## Distribución y hábitat
Acanthocardia spinosa se encuentra en el mar Mediterráneo y el Atlántico oriental. Esta especie está presente en arenas fangosas sublitorales, desde aguas poco profundas hasta 120 m. Como casi todos los bivalvos, estos moluscos se alimentan de fitoplancton.